# Znak (album)
Znak – album zespołu Profanacja wydany w 2005 roku przez wydawnictwo Pasażer na CD. Tytuł albumu jest wyrazem poglądów Arkadiusza Bąka na temat religii – jego zdaniem, dawane rzekomo ludziom przez Boga znaki są równoznaczne ze znakami drogowymi, ślepymi uliczkami: czerwono-białe T na tle niebieskim. Utwory 4, 10, 11 i 12 są nowymi aranżacjami starych piosenek zespołu.

## Lista utworów
1. "Intro" (muzyka – S. Stec)
2. "Niewiele więcej" (muzyka – S. Stec)
3. "Znak" (muzyka – S. Stec)
4. "Nie ma Paryża" (muzyka – A. Bąk)
5. "Autopilot" (muzyka – S. Stec)
6. "Trzy słowa (Upadek Systemu Wartości)" (muzyka – S. Stec)
7. "USA 2004" (muzyka – S. Stec)
8. "Wierze" (muzyka – A. Bąk)
9. "Aksolotl" (muzyka – S. Stec)
10. "Mózg" (muzyka – A. Bąk)
11. "Schemat" (muzyka – M. J. Kucharski)
12. "Mów mi, mów!" (muzyka – S. Stec)
13. "Ani z wami" (muzyka – S. Stec)

## Skład
- Arkadiusz Bąk – śpiew, teksty
- Maciej Jan Kucharski – gitara basowa, śpiew
- Sławomir Stec – gitara, śpiew
- Kazimierz "Bonzo" Dudek – perkusja